# Linia kolejowa nr 27
Linia kolejowa nr 27 Nasielsk – Toruń Wschodni – jednotorowa, pierwszorzędna, niezelektryfikowana linia kolejowa zaliczona do linii o znaczeniu państwowym, łącząca Nasielsk z Toruniem przez Płońsk, Raciąż, Sierpc i Lipno. Położona w granicach województw mazowieckiego i kujawsko-pomorskiego. Pierwotnie linia z 1902 r. łącząca Toruń z Lubiczem, przedłużona następnie w latach 1915–1918 jako wąskotorowa do Nasielska. Odcinki z Nasielska do Sierpca w latach 1919–1924, a z Sierpca do Torunia w latach 1935–1937 przebudowano na linię normalnotorową.

## Historia do 1939 r.

### Ważniejsze daty
Literatura przynosi w niektórych przypadkach rozbieżne informacje o datach otwarcia poszczególnych odcinków linii:
- 1 grudnia 1902 r.[4][5] – oddanie do użytku linii Toruń Mokre (obecnie Toruń Wschodni) – Lubicz;
- styczeń 1915 r.[6] – początek budowy linii wąskotorowej z Torunia w kierunku frontu pod Czernikowem;
- 8 kwietnia 1915 r.[6] – doprowadzenie linii wąskotorowej do Sierpca;
- 1 maja 1915 r.[6] – przedłużenie linii wąskotorowej do Raciąża;
- 1917/1918[6] – przedłużenie linii wąskotorowej przez Płońsk do Nasielska;

- 30 czerwca 1924 r.[7][8] / 15 listopada 1924 r.[9] – otwarcie ruchu tymczasowego na odcinku Sierpc – Nasielsk i oddanie do użytku stacji Sierpc.

W ostatnim przypadku precyzyjną datę przynosi rozporządzenie Ministra Kolei Żelaznych z dnia 17 czerwca 1924 r. o otwarciu tymczasowego ruchu osobowego na linji kolejowej Nasielsk-Sierpc, wchodzące w życie 30 czerwca 1924 r.
- 11 grudnia 1924 r.[8] / 19 października 1925 r.[11][12] – oficjalne otwarcie ruchu na odcinku Sierpc – Nasielsk;

Wydane w tej sprawie rozporządzenie Ministra Kolei z dnia 11 grudnia 1924 r. weszło w życie 1 stycznia 1925 r. – wydaje się, że to właśnie tę datę należy uznać za właściwą.
- 9 grudnia 1936 r.[8][11] / 23 stycznia 1937 r.[7][14][15] – tymczasowe otwarcie odcinka Sierpc – Toruń;

Notatka prasowa z 11 grudnia 1936 r. wydaje się wskazywać na pierwszą z tych dat:
Na nowo wybudowanej linii kolejowej Sierpc – Toruń ruch kolejowy już się rozpoczął. Kiedy nastąpi uroczyste otwarcie linii, na razie jeszcze nie wiadomo. Jak podaje jeden z dzienników toruńskich, nastąpić to ma w dniu 19 bm. Data ta nie jest jeszcze definitywnie ustalona. Tenże dziennik podaje również wiadomość, że w uroczystości otwarcia weźmie także udział marsz. Śmigły-Rydz.
Z kolei uroczyste otwarcie i poświęcenie linii miało miejsce w Sierpcu 23 stycznia 1937 r. w obecności przedstawicieli władz cywilnych i wojskowych, m.in. ministra komunikacji Juliusza Ulrycha, inspektora armii gen. Władysława Bortnowskiego i dowódcy Okręgu Korpusu nr VIII w Toruniu gen. Wiktora Thommée.
- 21 listopada[18] / 23 listopada 1937 r.[19] – oficjalne otwarcie odcinka Sierpc – Toruń.

### Kleinbahn Mocker – Leibitsch (kolej wąskotorowa Mokre – Lubicz)
Kleinbahn Mocker–Leibitsch – kolej wąskotorowa spółki akcyjnej Kleinbahn Aktiengesellschaft Thorn–Leibitsch (Spółka Akcyjna Kolei Wąskotorowej Thorn–Leibitsch) o długości 10,31 km łącząca stację Toruń Mokre (obecnie Toruń Wschodni) z Lubiczem, wybudowana w 1902 r. na podstawie koncesji i jeszcze za czasów pruskich oddana w zarząd państwowy (1908). Jako przyczynę takiej decyzji wskazuje się m.in. kłopoty finansowe spółki. Linia miała duże znaczenie gospodarcze, obsługując młyny i cegielnie. W ruchu towarowym przewożono duże ilości zboża importowanego z ówczesnej Rosji. Lubicz był swego rodzaju miejscowością letniskową dla Torunia. W 1908 r. w związku z przesunięciem stacji Toruń Wschodni linię skrócono do 9,2 km. Od 1916 r. Lubicz służył również jako stacja przesiadkowa dla pasażerów i ładunków kolei wąskotorowej do Raciąża, a potem Nasielska. Po 1918 r. linia została upaństwowiona i przejęta przez Polskie Koleje Państwowe. Pociągi zatrzymywały się również na stacji Grębocin i przystanku Lubicz Budowa. Linia została włączona w wybudowaną w 1936 r. linię Sierpc – Toruń Wschodni po częściowej zmianie trasy względem pierwotnego przebiegu; pozostałości po nim wykorzystano jako bocznicę, a w pozostałej części rozebrano. Obecnie ślady linii nie są praktycznie widoczne w terenie.

### Kolej wąskotorowa Lubicz – Nasielsk
Przed 1914 r. władze rosyjskie unikały budowy linii kolejowych w tej części kraju zgodnie ze strategią utrzymywania „pustki” komunikacyjnej na wypadek wojny.
Biegi Wisły, Sanu i Bugu z Narwią układające się w charakterystyczny wzór „X” powodowały, że północy brzeg Wisły był w Niemczech a południowy w Austrii. Wobec tego wojska tych obu mocarstw mogły przejść Wisłę u siebie – niejako „w domu” – i dopiero dalej rozwijać uderzenie na Rosję, nie kłopocząc się forsowaniem wielkiej przeszkody, jaką jest Wisła. (...) Również z tego powodu specjalnie pozostawiono te obszary bez należytej komunikacji i dróg. (...) Kolei żelaznej na lewym brzegu też było zdecydowanie mniej niż na prawym. Natomiast na prawym brzegu kolej budowano przy utrzymaniu zasady przepustowości jednego korpusu na linię kolejową.
Sytuację zmieniło wyparcie Rosjan z tego obszaru przez niemiecką armię w 1915 r. Budowa linii wąskotorowej, o standardowym rozstawie 600 mm, łączącej twierdzę Toruń z frontem niemiecko – rosyjskim w kierunku twierdzy Modlin została zainicjowana przez oficera ds. komunikacji z garnizonu toruńskiego majora Flaskampa, który kierował później również budową części odcinków linii. Propozycja została zatwierdzona przez gubernatora Torunia i dowódcę wojsk grupy Wschód. W końcu stycznia 1915 r. przystąpiono do budowy siłami niemieckiej armii wspieranej przez cywilnych robotników. W tym czasie walki trwały w okolicach Lipna. Linia miała służyć zaopatrzeniu armii i transportowi rannych. Pierwotny rozkaz budowy dotyczył odcinka do Czernikowa. W miarę szybkiego postępu wojsk (już 12 lutego 1915 r. został zdobyty Sierpc) rozkazy przesuwały punkt docelowy linii kolejno na Lipno, Sierpc i Raciąż. 8 kwietnia 1915 r. kolej osiągnęła Sierpc. Kolejne 33 km linii do Raciąża powstały do 1 maja 1915 r. Trasa miała wówczas 120 km długości. Kolej zaczynała się pierwotnie w Toruniu Mokre. W 1916 r. rozebrano tor między Toruniem i Lubiczem. W latach 1917/1918 wybudowano odcinek z Raciąża do Nasielska (54 km).
Pierwotnie linia o przeznaczeniu czysto wojskowym, w późniejszym okresie miała znaczenie wyłącznie gospodarcze, służąc do wywozu produktów rolnych i leśnych w głąb Prus.
Z chwilą wybuchu I wojny światowej nastał okres budowy linii wojennych, charakteryzujący się bardzo gwałtownym tempem budowy, w wyniku którego powstały długie nawet linie w przeciągu kilku tygodni lub miesięcy. Były one zbudowane co prawda prowizorycznie i po wojnie wymagały gruntownej przebudowy. Linie te były dwojakiego rodzaju: jedne z nich służyły celom bezpośrednio wojskowym – prowadziły w kierunku frontu lub łączyły sieć kolejową własną z siecią nieprzyjaciela; drugi rodzaj linii służył do eksploatacji okupowanego obszaru. Te ostatnie były przeważnie liniami wąskotorowymi, rozbudowywanymi na obszarach rolnych lub leśnych. (...) Najdłuższa linia wąskotorowa powstała na trasie Lubicz – Sierpc – Nasielsk. (...) Szereg wojennych linii wąskotorowych po wojnie unieruchomiono jako zbędne, większość jednak okazała się pożyteczna, a niektóre z nich nawet rozbudowano względnie przebudowano na normalnotorowe.
Materiał wykorzystany do budowy pochodził ze zdobytego w listopadzie 1914 r. Włocławka i był efektem wcześniejszych rozbiórek dokonanych przez rosyjską armię. Wszystkie obiekty na linii budowano z drewna. Największe problemy powstały przy pokonywaniu koryta Drwęcy koło Lubicza. Większe układy torowe w 1915 r. wybudowano w Lubiczu, Lipnie, Sierpcu i Raciążu. Transporty prowadzono na potrzeby wojska, miejscowej gospodarki i przewozów pasażerskich. Pociągi miały maksymalną prędkość 15 km/h i pokonywały trasę w czasie 11,5 godz., m.in. z uwagi na manewry stacyjne i długie postoje na dobranie węgla i wody przez parowozy. Planowe postoje na dobranie wody miały miejsce co 15 km. Pod koniec 1916 r. poszczególne odcinki linii obsługiwała skromna liczba planowych pociągów: Lubicz – Lipno 4 pary pociągów, Lipno – Sierpc 3 pary i Sierpc – Raciąż 2 pary. W późniejszym okresie pociągów było mniej, ale podróż skróciła się do 10 godzin.
Koleje wąskotorowe wybudowane w czasie wojny miały infrastrukturę o prowizorycznym charakterze, m.in. wykorzystywały drogi bite zamiast podtorza i miały drewniane budowle inżynierskie. Odpowiadały jedynie potrzebom polityki okupacyjnej. Szybkie tempo budowy, brak wywłaszczenia, wykorzystanie do budowy wyeksploatowanych materiałów, prowizoryczne budowle inżynierskie i dworcowe oraz przeprowadzenie linii przez wsie (zagrożenie pożarowe) wywoływały poważne kłopoty w kolejnych latach. Natomiast taka charakterystyka tłumaczy związanie ówczesnej trasy kolei wąskotorowej z drogami i położenie stacji kolejowych w ich bliskim sąsiedztwie (przykładowo w Sierpcu).
Do czasu wybudowania linii normalnotorowej kolej wąskotorowa zapewniała obsługę komunikacyjną terenu, mając dostrzegalne znaczenie gospodarcze. Po wojnie przeprowadzono prace modernizacyjne, m.in. wzniesiono nowy most na Skrwie pod Sierpcem, co spowodowało zmianę trasy linii. Po wybudowaniu linii normalnotorowej Sierpc – Nasielsk linię wąskotorową przełożono prawdopodobnie w pobliże obecnej stacji Sierpc.

### Cele inwestycji
Po odzyskaniu niepodległości rozpoczęto prace nad budową nowych, wariantowych połączeń pomiędzy terenami dawnych zaborów, dostosowując je do potrzeb nowego państwa i jego aktualnych granic. Jednym z nich miała być linia łącząca Nasielsk z Toruniem i będąca najkrótszym połączeniem między Warszawą i Toruniem. Szło o dodatkowe połączenie linii mławskiej z toruńsko – bydgoską a być może również gdyńsko-gdańską.
Połączenie regionu z portami było jednym ze wskazywanych celów, podobnie jak odciążenie linii kolejowych lewobrzeżnej Warszawy. Jako cele inwestycji wskazuje się również nadrobienie zaniedbań komunikacyjnych z okresu zaborów, wykorzystanie potencjału miejscowego rolnictwa i przyspieszenie rozwoju gospodarczego regionu. Nie można wykluczyć wojskowego uzasadnienia dla decyzji o budowie linii, a w przypadku odcinka Sierpc – Toruń było ono decydujące. Dla przypomnienia, jedyne dotychczas połączenie Pomorza z Warszawą, alternatywne do Kolei Warszawsko – Bydgoskiej, prowadziło przez przygraniczne Działdowo. Nie bez znaczenia była również możliwość zatrudnienia bezrobotnych.

### Odcinek Sierpc – Nasielsk
Jeszcze w roku 1918, przed opracowaniem całkowitego programu rozwoju sieci kolejowej, pod naciskiem konieczności rozpoczęto przygotowania do działalności budowlanej na linjach kolejowych Kutno-Strzałków, Nasielsk-Sierpc-Płock i Łódź-Kutno-Płock. Rok 1919 upłynął na organizacji robót. Do prac przystąpiono na podstawie ustawy z dnia 11 kwietnia 1919 r. Zgodnie z nią do prac miano przystąpić niezwłocznie celem zatrudnienia bezrobotnych i rzeczywiście rozpoczęto je jeszcze w warunkach wojennych, przerywając na czas wojny polsko-bolszewickiej 1920 r. Natomiast już 1 czerwca 1920 r. Naczelnik Państwa wydał dekret o wywłaszczeniu gruntów niezbędnych do budowy linii, będący podstawą dla uregulowania stanu prawnego gruntów przyszłej linii kolejowej.
Teren, przez który prowadzi linia, był w sierpniu 1920 r. miejscem walk w toku bitwy o Nasielsk. Jędrzej Giertych, służący jako ochotnik w 201. pp Dywizji Ochotniczej, wspominał, że w Cieksynie na moście kolei wąskotorowej na Wkrze „stało kilka karabinów maszynowych rosyjskich, które strzelały w naszą stronę. Piechota rosyjska przechodziła po moście i biegła na nasze spotkanie”. Z kolei 17 sierpnia 1920 r. w Arcelinie miała miejsce szarża 1. Pułku Szwoleżerów na oddziały bolszewickie:
„Teren przez który miał 1. Pułk Szwoleżerów szarżować, lekko wznosił się w kierunku Ćwiklina, był płaski i przecięty kilkoma niezbyt szerokimi rowami, co nie stanowiło zbyt dużej przeszkody dla nacierającej jazdy. Największy kłopot mógł stanowić niezbyt wysoki nasyp kolejowy biegnący z Płońska przez Baboszewo do Raciąża, równolegle do szosy, choć w zachowanych relacjach z szarży problem ten jest wyraźnie marginalizowany, co być może wynika z faktu pełnego zaskoczenia nieprzyjaciela, który nie zdołał skorzystać z tej osłony.”
Do prac powrócono po dokończeniu prac na linii Kutno – Strzałkowo, które trwały do końca 1921 r. Prace te polegały na przebudowie istniejącej linii wąskotorowej na linię o normalnym prześwicie torów na odcinku Raciąż – Nasielsk. Główne utrudnienia napotkane na budowie wynikały z braku dokonania przez Niemców wywłaszczenia zajętych obszarów, przebiegu linii częściowo wzdłuż drogi, dużych spadków i łuków o małych promieniach. W czasie budowy utrzymywano normalny ruch na linii wąskotorowej, co podwyższało koszty inwestycji. Natomiast na odcinku Raciąż – Sierpc była budowana nowa linia kolejowa, niezależnie od trasy linii wąskotorowej, co aprobująco oceniono w literaturze fachowej.
W 1921 r. na budowie trwały nadal roboty ziemne, budowa mostów i przepustów, wykonano niektóre budynki i rozpoczęto układanie toru. Na tempo prac bardzo źle wpływały kłopoty gospodarcze kraju (hiperinflacja i kłopoty z pozyskiwaniem kredytów): Linje, prawie już wykończone, na których już przez dłuższy czas odbywał się ruch tymczasowy, nie mogły być oddawane do eksploatacji wobec braku niektórych urządzeń, na które brak było środków, pomimo niewielkich sum do tego potrzebnych. Na odcinku od Nasielska do Raciąża już w 1922 r. była ułożona nawierzchnia normalnotorowa, natomiast szyny były tymczasowo przekute na tor wąski, po którym kursowały nadal pociągi dawnej kolejki wąskotorowej. Trudne warunki finansowe przełożyły się na wykorzystanie na linii szyn lekkiego profilu pozyskanych z wcześniejszych rozbiórek linii kolejowych na wschodzie kraju. Z braku materiałów Ministerstwo Kolei Żelaznych zarządziło rozbieranie drugich torów na szlakach, które uznano za niemające większego znaczenia gospodarczego. Do budowy odcinka wykorzystano materiał pozyskany z linii Wileńszczyzny. W niektórych mostach (większych otworów) zastosowano prowizoryczne konstrukcje nośne (na Sierpienicy) między stałymi przyczółkami albo też pozostawiono tymczasowo stare konstrukcje żelazne (Wkra, Płonka i Raciążyca), wzmocnione dla potrzeb ruchu lżejszych parowozów. Inne budowle na tych liniach (pozostałe mosty, przepusty i wiadukty oraz budynki wybudowane w latach 1923–1925) odpowiadały natomiast przepisom w sprawie budowy nowych linii kolejowych. Statystyczny bilans budowy linii wyglądał następująco: roboty ziemne – 1 053 200 m³, budowle sztuczne – 57 szt., 7 915 m³ muru, budynki – 4 426 m². Obiekty prowizoryczne w kolejnych latach były zastępowane przez konstrukcje stałe – np. most na Sierpienicy powstał dopiero ok. 1937 r. w nowoczesnej wówczas technice dźwigarów spawanych.
Ruch otwarto dnia 30 czerwca 1924 r. Z tą datą zbiega się oddanie do użytku projektowanej jako węzłowa stacji Sierpc. Oficjalnie linia została uznana za otwartą dnia 1 stycznia 1925 r. Oprócz stacji Sierpc na trasie nowej linii znalazły się również stacje Zawidz, Raciąż, Baboszewo, Płońsk, Wkra i Nasielsk. W 1939 r., po 14 latach eksploatacji i budowie przedłużeń do Torunia i Brodnicy, oceniano, że nakład środków na linię nie został skompensowany przez zyski z jej eksploatacji. Na linii był słaby ruch (2 pary pociągów osobowych i 1-2 towarowych).

### Odcinek Sierpc – Toruń
Przebudowa na linię normalnotorową odcinka linii wąskotorowej Sierpc – Lubicz została zrealizowana dopiero po kilkunastu latach od oddania do użytku odcinka Nasielsk – Sierpc. Do tego czasu na odcinku Sierpc – Lubicz trwała eksploatacja linii wąskotorowej (600 mm) zarządzanej przez PKP. Nowy odcinek (68,9 km) podłączono do byłej Kleinbahn Toruń Mokre – Lubicz (8,3 km), którą przetrasowano, otwierając nową stację w Lubiczu. Wykorzystano jedynie 3-kilometrowy odcinek dotychczasowej linii od stacji Toruń Wschodni do Lubicza, przenosząc stację Grębocin w kierunku zachodnim i rezygnując z przystanku Lubicz Budowa. W przeciwieństwie do odcinka Nasielsk – Raciąż linia nie została wybudowana śladem kolei wąskotorowej biegnącej wzdłuż szosy Sierpc – Lipno – Toruń.
Budowę (80 km) rozpoczęto w 1935 r. na podstawie rozporządzenia Prezydenta Rzeczypospolitej z dnia 18 kwietnia 1935 r. i wykonano całkowicie na koszt Skarbu Państwa. Nie wyklucza to jednak, że korzystano z kredytów o których mowa w treści rozporządzenia. Rozporządzenie określało charakter linii jako kolej drugorzędną i precyzowało, że koło stacji Lubicz dojdzie do połączenia z linią kolejową Toruń Mokre – Lubicz. Zarządzeniem Ministra Komunikacji z 24 sierpnia 1935 r. budowę powierzono Oddziałowi Budowy Kolei Państwowych Sierpc – Toruń i Sierpc – Brodnica z siedzibą w Toruniu, funkcjonującemu do 1 marca 1939 r.
W 1935 r. wykonano roboty ziemne w wielkości około 1 068 000 m², wylano 12.850 m³ betonu w przyczółkach mostowych i przepustach oraz rozpoczęto budowę dworców i innych budynków stacyjnych. W 1936 r. ułożono tor na podłożu żwirowym, dokończono budowę budynków niezbędnych dla potrzeb ruchu oraz zaopatrzono linię w urządzenia bezpieczeństwa, telegraf i telefon. W okresie najbardziej intensywnych robót pracowało przy budowie linii około 2.350 robotników. We wrześniu 1936 r. informowano, że z wyjątkiem drobnych robót uzupełniających na większych nasypach, roboty ziemne są już ukończone. Budynki są na ukończeniu; układanie torów prowadzi się z 2-ch końców. W ślad za układaniem torów idzie jego balastowanie. W najbliższym czasie przystąpi się do montażu urządzeń zabezpieczających. Linja ta pod względem terenu jest trudniejsza, niż linja Zegrze-Tłuszcz-Wyszków i roboty ziemne są też na niej większe. Mosty na rzece Skrwie pod Sierpcem i Drwęcą około stacji Lubicz, najbliższej stacji od Torunia, są już ukończone. Na linji tej poza wyżej wymienioną stacją Lubicz będą jeszcze stacje: Czernikowo, Lipno, Skępe i Kozioły. Na budowie wykonano roboty ziemne wielkości 1,2 mln m³ i zużyto 13 tys. m³ betonu. Do ważniejszych obiektów należą mosty przez Drwęcę pod Lubiczem i Skrwę pod Sierpcem. Most przez Drwęcę był pierwszym mostem na ówczesnym terenie Polski, w którym wykorzystano 2 boczne dźwigary spawane. W czasie budowy wykonano również nowe łącznice w rejonie stacji Toruń Mokre, umożliwiające m.in. bezpieczny wjazd pociągów od strony Sierpca w kierunku Chełmży.
Linia została otwarta dla ruchu tymczasowego dnia 9 grudnia 1936 r. lub 23 stycznia 1937 r., natomiast oficjalne otwarcie miało miejsce dnia 21 lub 23 listopada 1937 r. (różnice w zależności od źródła). Po uruchomieniu linii wykonano jeszcze prace przy rozbudowie stacji w Sierpcu oraz pomniejsze prace uzupełniające i wykończeniowe. Również preliminarz Funduszu Inwestycyjnego PKP na 1938 r., zatwierdzony przez Radę Ministrów 22 stycznia 1938 r., przewidywał wykonanie uzupełniających robót na tym odcinku, jak również na linii Sierpc – Brodnica.
W literaturze można znaleźć rozbieżne dane dotyczące kosztów budowy odcinka:
- 11 100 000 złotych, co odpowiada 146 tys. zł/km linii[11];
- 12 380 000 złotych i 167 tys. zł/km (Ministerstwo Komunikacji powołane jako źródło)[55];
- 180 tys. zł/km (obejmujące również koszt budynków i urządzeń; również tutaj Ministerstwo jest wskazywane jako źródło danych)[56].

Budowę linii zalicza się do najważniejszych osiągnięć krajowego kolejnictwa w 2. połowie lat 30, zarazem już w 1939 r. wskazywano na lokalny charakter tej linii: Ma ona swój lokalny teren do obsługi. Chociaż kierunek jej jest bliski do promieniowego z Warszawy, dublując poniekąd kierunek do Mławy, to nie prowadzi linia ta wyraźnie do żadnego większego ośrodka i dlatego należy przypuszczać, że ruch na niej będzie stosunkowo słaby, przeważnie miejscowy. Na tranzyt naturalny nie można liczyć. Kierunek ten w znacznym stopniu obsługiwała przed tym wąskotorowa linia do Lubicza, obecnie unieruchomiona.

## Rola linii w przygotowaniach obronnych i okres 1939−1945
Program inwestycji kolejowych dla potrzeb wojska na lata 1936–1940 zakładał m.in. (w pierwszym okresie i w pierwszej kolejności) budowę linii Sierpc – Toruń i Sierpc – Brodnica (po 36 par pociągów), a także powiększenie przelotności linii Sierpc – Nasielsk (do 36 par pociągów). Pomimo wykonania tych prac już w 1940 r. oceniano, że przyjęte w 1939 r. przez Wojsko Polskie pozycje obronne sprawiły, że linie kolejowe wychodzące z Sierpca nie miały żadnej wartości dla działań w czasie wojny i nie posłużyły do przeprowadzenia żadnego transportu wojskowego.

### Odcinek Sierpc – Nasielsk
Linia została wykorzystana do przeprowadzenia ogłoszonej 23 marca 1939 r. mobilizacji jednostek wojskowych. Przewieziono nią do Sierpca Nowogródzką Brygadę Kawalerii (z rejonu Baranowicze – Nieśwież – Prużana) a 20 Dywizję Piechoty (z rejonu Baranowicze – Słonim – Prużana) w rejon Nasielsk – Płońsk; m.in. 28 marca 1939 r. wyładowano w Sierpcu 26 Pułk Ułanów Wielkopolskich.
22 sierpnia 1939 r. odnotowano na linii zapalenie się – z nieustalonej przyczyny – wagonu ze sprzętem lotniczym, co powiązano jednak z innymi licznymi w tym okresie aktami sabotażów. 3 września 1939 r. stacja Sierpc została zbombardowana: Na stacji Sierpc widać było ślady ataków powietrznych. Rozbite pociągi i dymiące magazyny.
Inwestycje, które zrealizowano w okresie międzywojennym, w wielu wypadkach nabierały nowego znaczenia kilka lat później. Przykładem może być powstała wówczas stacja węzłowa w Sierpcu, która na skutek wzmożonego ruchu podczas II wojny światowej otrzymała powiększoną parowozownię. W czasie wojny Niemcy rozbudowali infrastrukturę linii, m.in. na stacji Sierpc, Raciąż (piętrowy gmach dyspozytorni z lat 1940–1943, nakryty czterospadowym dachem i obłożony ciemnowiśniową cegłą klinkierową) i Płońsk (podobny gmach dyspozytorni).
Linia stała się miejscem akcji dywersyjnych oddziałów Gwardii Ludowej i Armii Ludowej: W październiku 1944 r. na trasie Sierpc – Raciąż, między Koziebrodami a Małą Wsią został wysadzony przy pomocy trotylu most betonowy. Pod kierownictwem Stanisława Wiśniewskiego grupa partyzantów wysadziła pociąg wojskowy w pobliżu Baboszewa na linii Raciąż – Płońsk. Na krótko przed rozpoczęciem radzieckiej ofensywy pułtuskie oddziały AL wysadziły następny pociąg wojskowy na odcinku Nasielsk – Cieksyn. Również Kazimierz German opisywał podłożenie ładunku wybuchowego na moście kolejowym pod nadjeżdżający pociąg na trasie Sierpc – Raciąż.

### Odcinek Sierpc – Toruń
Budowa odcinka miała bezpośrednie uzasadnienie we względach wojskowych (Duże znaczenie strategiczne miała linia Sierpc – Toruń, umożliwiająca dowiezienie na Pomorze o 24 transporty wojska dziennie więcej), służąc zwiększeniu możliwości obrony tego regionu. Odcinek łączył centrum kraju z pomorskim ośrodkiem ześrodkowania. W tym samym czasie poszerzono do linii 2-torowej linię Kutno – Toruń, prowadzącą w tym samym kierunku, a w Toruniu most kolejowy został rozbudowany i dostosowany do ruchu dwutorowego (1936 r.).
Podczas wojny również i na tym odcinku Armia Ludowa dokonywała aktów dywersji: W listopadzie i grudniu 1944 r. oddział nadwiślański z czwartego baonu AL przeprowadził 15 różnego rodzaju akcji bojowych. (…) W miejscowości Koziołek partyzanci spowodowali zderzenie się dwóch transportów wojskowych. Obydwa pociągi zostały rozbite. Sześćdziesięciu hitlerowców poniosło śmierć lub zostało ciężko rannych, reszta zbiegła w okoliczne lasy. Przerwa w ruchu trwała sześć dni. Nieprzyjaciel musiał zbudować dodatkowy boczny tor długości 2,5 km. Była to największa z akcji kolejowych na północnym Mazowszu. Analogiczną relację przedstawił Kazimierz German, dodając, że jeden pociąg był załadowany bronią i amunicją a drugi żywnością.

## Historia po 1945 r.
Wkroczenie Armii Czerwonej w 1945 r. nie oznaczało przekucia linii na linię szerokotorową, w przeciwieństwie do wielu innych linii na terenie Polski. Linia nie była zatem wykorzystywana bezpośrednio na potrzeby frontu. Być może ma to związek z nieznanymi bliżej zniszczeniami o których mowa w literaturze, a które wymagały powojennej odbudowy. Wpływ na niewielkie znaczenie linii mogło mieć też zniszczenie w 1945 r. mostu kolejowego w Toruniu, odbudowanego dopiero 15 kwietnia 1947 r.
Po II wojnie światowej po linii kursowały pociągi głównie w relacji Toruń Główny ↔ Sierpc ↔ Nasielsk (osobowe, kilka par dziennie), przez wiele lat także pospieszny Warszawa ↔ Kołobrzeg. W pewnych latach jeździły pociągi w relacjach Warszawa ↔ Toruń Główny (osobowy) i Warszawa ↔ Toruń Wschodni ↔ Grudziądz (pospieszny). Pociągi osobowe były obsługiwane przez parowozy Ok1, natomiast pospieszne przez Pt47. Lokomotywownie znajdowały się w Toruniu, Sierpcu i Nasielsku. W połowie lat 70. parowozy Ok1 zastąpiono Ol49, natomiast Pt47 zastąpiono lokomotywami spalinowymi SP45. W takim układzie pociągi kursowały do 1992 r., kiedy to z linii wycofano trakcję parową i zastąpiono ją spalinową reprezentowaną przez lokomotywy SP45. Ostatni pociąg parowy pasażerski prowadzony trakcją parową (sierpecka Ol49-50) przejechał linią z Torunia Głównego do Nasielska 19 kwietnia 1992 r.
1 maja 1972 r. na stacji Sierpc miał miejsce wypadek kolejowy – zderzenie parowozu Ty2-1191 z 3 wagonami osobowymi.
W latach siedemdziesiątych przed lokalnym węzłem w Sierpcu rysowała się przyszłość (powstanie browaru z największą w Polsce słodownią), a dwadzieścia lat później zawieszono ruch pociągów do Płocka, w kolejnych latach również w pozostałych kierunkach wychodzących z tej stacji.
Kolejne zmiany miały miejsce w 2002 r., kiedy zawieszono przewozy pasażerskie na linii. Z powodu protestów ludności przywrócono pociągi w 2004 r., ale były to już tylko pociągi Toruń – Sierpc i Sierpc – Nasielsk. W lutym 2007 r. zawieszono przewozy pasażerskie na odcinku Toruń – Sierpc, by uruchomić je po 5 miesiącach. Pod koniec 2007 r. obsługę na odcinku Toruń – Sierpc przejął operator Arriva RP, używając do tego szynobusów MR/MRD.

## Stan dzisiejszy
Obecnie na linii są prowadzone przewozy pasażerskie na odcinku Sierpc – Nasielsk (wagony motorowe VT627, szynobusy SA135 spółki Koleje Mazowieckie) i Sierpc - Toruń Główny (od 2022) przez szynobusy spółki Arriva RP. Prędkość maksymalna na linii jest zależna od odcinka (odcinek Toruń – Lipno od 50 km/h do 70 km/h), odcinek Lipno – Sierpc od 70 km/h do 50 km/h, odcinek Sierpc – Nasielsk 60 km/h. Prowadzone są również liczne przewozy towarowe, głównie z Torunia do Płocka (od Sierpca linią 33). W okresie kampanii cukrowniczej przeważają przewozy do Glinojecka przez Raciąż. Na odcinku Toruń – Raciąż zastosowano podkłady betonowe, natomiast na pozostałej części linii – drewniane.
Przykładowo, Urząd Marszałkowski Województwa Kujawsko – Pomorskiego odpowiedział odmownie w 2016 r. na petycję w sprawie zwiększenia liczby par pociągów i dostosowania rozkładu do potrzeb podróżnych argumentując, że linia przechodzi przez tereny o słabym zaludnieniu.
Również czasy przejazdów na linii nie zmieniają się znacząco od lat:
| Odcinek                            | Rozkład Lato (4.V – 4.X) 1947      | Rozkład 1982/1983 | Rozkład 2018 |
| ---------------------------------- | ---------------------------------- | ----------------- | ------------ |
| Nasielsk – Sierpc                  | 1:35 (p. pośpieszny), 1: 56 – 2:45 | 1:44 – 2:20       | 1:46 – 1:55  |
| Sierpc – Toruń Wsch. (Toruń Mokre) | 1:43 (p. pośpieszny), 1:49 – 2:19  | 1:44 – 2:10       | 1:35 – 1:36  |

## Linie graniczące
Linia graniczy z różnymi liniami i bocznicami. W Sierpcu linia krzyżuje się z linią 33 Brodnica – Kutno, natomiast w Raciążu odchodzi bocznica do stacji Glinojeck (stacja kolejowa) w Zygmuntowie.

## Niezrealizowane plany
Przed Wielkim Kryzysem, w czasie dobrej koniunktury gospodarczej do 1930 r., postulowano przedłużenie linii Sierpc – Nasielsk nie tylko do Torunia, lecz również do Ostrołęki. Upatrywano w takiej linii poważne znaczenie tranzytowe dla handlu pomiędzy Niemcami a Rosją. Poza tym łączyłaby ona obszary leśne na wschodzie z portami na Bałtyku z ominięciem Warszawy. Można znaleźć informację, że Ministerstwo Komunikacji planowało taką inwestycję.
W opracowanych w latach 80. XX w. planach elektryfikacji (tzw. wielka elektryfikacja) planowano elektryfikację linii między latami 1996 i 2000.